# Žalm 49
Žalm 49 („Slyšte to, všichni lidé“) je biblický žalm. V překladech, které číslují podle Septuaginty, se jedná o 48. žalm. Žalm je nadepsán těmito slovy: „Pro předního zpěváka; pro Kórachovce, žalm.“ Podle některých vykladačů hebrejský výraz lamnaceach (לַמְנַצֵחַ, „pro předního zpěváka“) značí, že žalm byl určen k tomu, aby jej při určitých příležitostech odzpívával zkušený zpěvák. Raši vysvětluje, že tento a ostatní žalmy, které jsou nadepsány hebrejským souslovím livnej Korach (לִבְנֵי קֹרַח, „pro Kórachovce“), složili synové Levity Kóracha, a to poté, co se distancovali od vzpoury svého otce vůči Mojžíšovi a nepropadli se společně s ním do útrob země. Tehdy totiž na nich spočinul ruach ha-kodeš a oni prorokovali a složili zmíněné žalmy.

## Užití v liturgii
V židovské liturgii je žalm podle siduru součástí ranní modlitby v části zvané Šir šel jom („Píseň pro tento den“), a to v domě truchlícího nebo v synagoze po pohřbu blízkého příbuzného ve dnech, kdy se recituje Tachanun.
Spis Šimuš Tehilim („Užití Žalmů“), jehož autorem je zřejmě židovský učenec Chaj Ga'on (939–1038), uvádí, že recitace 49. žalmu je nápomocná při horečce.